# Dwaj mężczyźni kontemplujący księżyc
Dwaj mężczyźni kontemplujący księżyc (niem. Zwei Männer in Betrachtung des Mondes) to jeden z najbardziej znanych obrazów olejnych Caspara Davida Friedricha, namalowany w trzech wersjach w latach 1818–1830. Wersja pierwsza została namalowana w 1819 roku i znajduje się w Galerii Nowych Mistrzów w Dreźnie, natomiast trzecia, z lat 1825–1830, znajduje się w zbiorach Metropolitan Museum of Art w Nowym Jorku.
Wersja druga, Mężczyzna i kobieta kontemplujący księżyc (niem. Mann und Frau in Betrachtung des Mondes, Mann und Frau den Mond betrachtend) z około 1824 roku, znajdująca się w kolekcji Starej Galerii Narodowej w Berlinie, przedstawia mężczyznę i kobietę (być może samego Friedricha i jego żonę).
Istnieje jeszcze czwarta wersja Dwóch mężczyzn kontemplujących księżyc, znajdująca się w zbiorach Galerie Hans w Hamburgu. Nie jest jednak pewne, czy jest to własnoręczna kopia artysty.

## Opis i interpretacja

### Wersja pierwsza i trzecia
Obraz dwóch mężczyzn kontemplujących księżyc należy do szerszej grupy obrazów artysty, przedstawiających pary postaci, które wiążą uczucia przyjaźni lub miłości.
Obraz pierwszy został namalowany w 1819 roku. Przedstawia on dwóch mężczyzn stojących na kamiennym urwisku na zboczu wzgórza i patrzących na sierp księżyca, świecący na jasnym niebie. Młodszy z mężczyzn opiera się na ramieniu swego towarzysza, jakby urzeczony pięknem natury. Oprawę scenerii stanowią: silny dąb i najeżony igliwiem, zielony świerk.
Według niektórych źródeł dwaj ukazani mężczyźni to sam Friedrich i stojący za nim jego wychowanek August Heinrich. Jednak według Johana Christiana Dahla ci dwaj mężczyźni to kuzyn i wychowanek Friedricha Christian Wilhelm Bommer oraz August Heinrich. Wiecznie zielony świerk symbolizuje tu trwałość, natomiast martwy dąb z prawej strony, z wystającymi korzeniami, zagrażającymi przechodniom, może symbolizować państwo niemieckie podczas represyjnej epoki, jaka nastała po kongresie wiedeńskim.
Według innej interpretacji obraz jest przypowieścią o chrześcijaństwie i pogaństwie: dąb, symbolizujący rytuał pogański, umiera, natomiast wiecznie zielony świerk, symbolizujący chrześcijaństwo, żyje, a jego gałęzie dają schronienie obu mężczyznom, którzy nie są tu bezstronnymi obserwatorami badającymi w sposób naukowy księżyc jako zjawisko przyrody, ale świadkami zaskakującej natury Boga.
Nastrój nabożnej kontemplacji związany jest z fascynacją księżycem, wyrażaną w ówczesnej poezji, literaturze, filozofii i muzyce. Postacie ukazane zostały od tyłu tak, aby widz mógł uczestniczyć w ich jedności z naturą, co romantycy postrzegali jako manifestację wzniosłości. Chociaż ukazany krajobraz jest nierealny, to oparty został na obserwacjach natury, dokonanych przez Friedricha w różnych miejscach i w różnym czasie.

### Wersja druga
Friedrich powrócił do tematu w innej formie. Druga wersja jego obrazu przedstawia mężczyznę i kobietę patrzących w romantycznym uniesieniu na księżyc. Artysta przedstawił tu przypuszczalnie samego siebie wraz ze swoją żoną.

### Wersja czwarta
Istnieje jeszcze czwarta wersja Dwóch mężczyzn kontemplujących księżyc, 35 × 44,5 cm, namalowana na gęstej kanwie, umocowanej na tzw. blejtramie drezdeńskim, powstała w latach 30. XIX w. Wersja ta znajduje się od 1996 roku w zbiorach Galerie Hans w Hamburgu. Nie jest jednak pewne, czy sporządził ją sam Friedrich, czy też została namalowana przez innego twórcę. Jedni znawcy przedmiotu (Helmut Börsch-Supan, Karl Wilhelm Jähnig, Kurt Wettenly) uważają, iż kwestia ta jest nierozstrzygnięta, inni natomiast (Werner Sumowski i Jens Christian Jensen) twierdzą, iż jest to ostatnia z czterech wersji Dwóch mężczyzn kontemplujących księżyc, namalowanych własnoręcznie przez Friedricha. Obraz ten jest z jednej strony najbardziej sumaryczny, z drugiej zaś – najbardziej swobodny i spontaniczny. W kilku miejscach jest wyraźnie widoczna podmalówka w kolorze niebieskim, znana z innych poświadczonych dzieł artysty.
Przedstawieni na wszystkich tych obrazach mężczyźni noszą stare niemieckie ubiory, które pojawiły się jako motyw na obrazach Friedricha po 1815 roku. Ubiór ten to szary lub czarny płaszcz, zapięty pod szyją, z szerokim kołnierzem i czarne nakrycie głowy, spod którego wystają (w większości przypadków) długie, sięgające ramion włosy. Ten styl ubierania się spopularyzował Ernst Moritz Arndt w okresie Wojny Wyzwoleńczej; styl ten został następnie przyjęty przez ochotników z Korpusu Lützowa, a w późniejszym okresie przez członków Burschenschaftów, stowarzyszeń studenckich, powstałych na niemieckich uniwersytetach. Noszenie tych ubiorów przez radykalnych studentów traktowane było przez nich jako wyraz sprzeciwu wobec ultrakonserwatywnych kierunków w polityce, jakie zapanowały w wyniku wojen napoleońskich. Niezmiennie patriotyczny Friedrich świadomie zignorował dekret królewski z 1819 roku, zakazujący noszenia tych strojów i do swojej śmierci przedstawiał na obrazach postacie ubrane w ten tradycyjny strój. W 1820 roku Friedrich lakonicznie skomentował postacie dwóch mężczyzn kontemplujących księżyc: „oni snują demagogiczne intrygi”. W przypadku Friedricha to spoglądanie w przeszłość nigdy nie było wyrazem czystej nostalgii, ale implikowało też patrzenie w przyszłość, w rewolucyjnym duchu wczesnego romantyzmu.